# Adelgazamiento por cizalladura

Clasificación de fluidos con adelgazamiento por cizallamiento en función de la velocidad de cizallamiento: Pseudoplástico, Bingham y Bingham pseudoplásticos muestran una reducción de la viscosidad aparente con una tasa de cizallamiento creciente.

En reología, el adelgazamiento por cizallamiento es el comportamiento no newtoniano de fluidos cuya viscosidad disminuye bajo esfuerzo cortante. A veces se considera sinónimo de comportamiento pseudoplástico, y se suele definir como la exclusión de efectos dependientes del tiempo, como la tixotropía. El comportamiento de adelgazamiento por cizalladura no se observa generalmente en líquidos puros de baja masa molecular o en soluciones ideales de moléculas pequeñas como sacarosa o cloruro de sodio, pero se observa a menudo en soluciones de polímeros y polímeros fundidos; y fluidos y suspensiones complejos como ketchup, sangre, pintura y esmalte de uñas.

## Relación con la tixotropía
Algunos autores consideran que el adelgazamiento es un caso especial de comportamiento tixotrópico, ya que la recuperación de la microestructura del líquido en su estado inicial requerirá siempre un tiempo no nulo. Sin embargo, cuando la recuperación de la viscosidad después de la perturbación es muy rápida, el comportamiento observado es el cizallamiento clásico o pseudoplasticidad, porque tan pronto como se elimina la cizalladura, la viscosidad vuelve a la normalidad. Cuando se necesita un tiempo medible para que la viscosidad se recupere, se observa un comportamiento tixotrópico. Sin embargo, cuando se describe la viscosidad de los líquidos, es útil distinguir el comportamiento de adelgazamiento por corte (pseudoplástico) del comportamiento tixotrópico, donde la viscosidad a todas las velocidades de cizallamiento disminuye durante algún tiempo después de la agitación: ambos efectos pueden verse a menudo por separado En el mismo líquido.